# Sledging Col
Lo Sledging Col (in lingua inglese: Valico transitabile con le slitte) è un valico (o selletta) situato tra il Monte Griffith e una vetta piuttosto bassa sul suo fianco nordorientale. Si trova nelle Hays Mountains, catena montuosa che fa parte dei Monti della Regina Maud, in Antartide. 
La selletta consente il transito con le slitte dal Ghiacciaio Scott verso la testata del Ghiacciaio Koerwitz da cui si può proseguire verso nord.
La denominazione fu assegnata dai membri della New Zealand Geological Survey Antarctic Expedition (NZGSAE) che utilizzarono questo percorso nel 1969-70, quando risultava impossibile passare attraverso il versante occidentale delle pendici più basse del Ghiacciaio Scott.